# Julianne Moore
Julie Anne Smith (Fort Bragg, Carolina del Nord, 3 de desembre de 1960), més coneguda com a Julianne Moore, és una actriu de cinema estatunidenca d'origen escocès, guanyadora d'un Oscar a la millor actriu per la seva interpretació a Sempre Alice i d'una Copa Volpi per la millor interpretació femenina per la seva interpretació a Lluny del cel.

## Biografia
Ha treballat, entre d'altres, sota la direcció de Louis Malle, Robert Altman, Steven Spielberg, Gus Van Sant, Neil Jordan, Alfonso Cuarón, Todd Haynes i Paul Thomas Anderson.
Julianne Moore ha mostrat una inclinació pels principals autors europeus. Va interpretar papers en adaptacions d'Anton Txékhov, Oscar Wilde, Samuel Beckett i Graham Greene.
Ha estat nominada en moltes ocasions per l'Oscar (en la categoria de millor actriu), com ara El final de l'idil·li de Neil Jordan el 1999 i Lluny del cel de Todd Haynes, el 2002, guanyant-lo finalment a l'edició de 2015.

### Joventut
Tot i que sembla haver nascut a Fort Bragg, que és on treballava el seu pare en aquella època, en altres llocs consta com a nascuda a Fayetteville (Carolina del Nord) o a Boston (Massachusetts).
És filla d'un pare militar, el jutge militar i coronel Peter Moore Smith, i Anne, una psiquiatra que van emigrar des de Dunoon (Escòcia). Té una germana més jove, Valerie, i un germà nascut el 1965, Peter Moore Smith III. De base militar en base militar, va passar per 23 destinacions entre els Estats Units i Alemanya. El 1979, passa el seu primer grau a Alemanya a l'American High School a Frankfurt. Més tard es va graduar a l'Escola d'Arts i Lletres de la Universitat de Boston.

### Carrera
Després d'una breu temporada a Hollywood, el 1982 apareix en una pel·lícula de sèrie B: Timerider: L'aventura de Lyle Swann, de William Dear. Però va marxar de la costa de Califòrnia ràpidament. Julie Anne Smith es va traslladar a Nova York el 1983, i va treballar com a cambrera abans fer els papers de Frannie i Sabrina Hughes a la telenovel·la As the World Turns. Va debutar com a actriu de televisió l'any 1984 a la sèrie de misteri The Edge of Night.
Va guanyar per les seves actuacions el Premi Emmy. Va treballar en la sèrie des de 1985 fins a 1988. Per inscriure's a la Screen Actors Guild, va haver de canviar el seu nom. Com ja hi havia una actriu anomenada Julie Smith, va escollir el nom Julianne. Però també hi havia una actriu de nom Julianne Smith. Per tant, va agafar el segon nom del seu pare - Moore - i es va convertir en Julianne Moore.
Al final de la dècada del 1990 fa una primera aparició notable en el cinema a Tales from the Darkside: The Movie (sèrie B) després torna en un paper a The Hand That Rocks the Cradle de Curtis Hanson. Enllaça petits papers en una successió de pel·lícules comercials. Continua sent, no obstant això, memorable en les dues úniques escenes on apareix a la pel·lícula El fugitiu d'Andrew Davis el 1993. A la comèdia romàntica Benny i Joon es troba amb Johnny Depp. És en aquesta època que interpreta una de les seves pitjors pel·lícules (Body of Evidence), film eròtic on comparteix escenes amb Madonna.
Obté, finalment, el favor de les crítiques internacionals amb l'obra de Robert Altman Vides encreuades (Short Cuts) el 1993. Malgrat les múltiples vedettes d'aquesta pel·lícula coral, el seu paper de jove dona expressa, a través d'una escena de nu estupefaent, la seva part de desil·lusió sobre l'existència, i marcarà el públic i les crítiques. Louis Malle la tria per a la seva última pel·lícula (una adaptació d'Anton Txékhov) a Vanya on 42nd Street el 1994. Alterna ràpidament les grans pel·lícules comercials amb pel·lícules més intel·lectuals i independents. El 1997, Moore va interpretar a una actriu porno veterana a la pel·lícula dramàtica Boogie Nights de Paul Thomas Anderson, que li va valdre la seva primera nominació a l'Oscar a la millor actriu secundària.
En relació amb les pel·lícules hollywoodianes, algunes tenen èxit: Assassins de Richard Donner, Nine Months de Chris Colombus i la mercantil El món perdut: Jurassic Park de Steven Spielberg el 1997. L'any següent, s'auto-parodia com a dona fatal en una pel·lícula esdevinguda de culte, El gran Lebowski, dels Germans Coen.Durant aquest període roda, lluny de Hollywood, una petita pel·lícula independent: Safe de Todd Haynes. Hi encarna una mestressa de casa afectada d'una malaltia incurable. La pel·lícula és escollida pel The Village Voice «millor pel·lícula de l'any 1995». Als 35 anys, és la primera vegada que és la protagonista en un llargmetratge.

### Actriu sense Oscar (fins al febrer de 2015)
Al final de la dècada del 1990 i al començament dels anys 2000, és nominada repetidament com a millor actriu (El final de l'idil·li de Neil Jordan i Magnolia de Paul Thomas Anderson, el 1999). A El final de l'idili, en la que interpreta a una adúltera en temps de guerra, va rebre la seva primera nominació a l'Oscar a la millor actriu.
El 2001, Moore va interpretar el personatge de ficció Clarice Starling a la seqüela del thriller criminal Hannibal, i va aparèixer com a científic a la comèdia de ciència-ficció Evolution. L'any següent, va tornar a formar equip amb Todd Haynes al drama Lluny del cel , classificada entre les 1.000 millors pel·lícules estatunidenques segons The New York Times, i escollida per la BBC com les 100 millors pel·lícules del segle XXI. També va protagonitzar el drama Les hores, dirigit per Stephen Daldry, interpretant a una problemàtica mestressa de casa dels suburbis dels anys 50 en ambdues pel·lícules. Amb aquestes pel·lícules va ser guardonada amb la Copa Volpi a la millor actriu per la primera i l'Ós de Plata a la millor actriu per a la segona, rebent nominacions a l'Acadèmia tant a la millor actriu (Lluny del cel) i com a la millor actriu secundària (Les hores).
Rodarà altres dues pel·lícules sota la direcció de Todd Haynes: 2002 i I'm Not There, descrivint la vida de Bob Dylan. En aquesta tercera pel·lícula, Julianne Moore interpreta una cantant folk inspirada en Joan Baez. Les pel·lícules comercials del període no la revaloren i s'inscriuen desgraciadament en la part mes poc valorada de la seva filmografia on la crítica no la deixa gaire be. Roda The Forgotten (2004) de Joseph Ruben, dos anys més tard protagonitza el drama criminal Freedomland i el thriller de ciència-ficció d'Alfonso Cuarón Children of Men. El març del 2006 (als 45 anys), s'estrena a Broadway a la peça de David Hare: The Vertical Hour. Escenificada per Sam Mendes, l'obra descriu una dona madura i ferida que, després d'haver donat suport a la intervenció estatunidenca a l'Iraq, s'adona de la tragèdia i el desastre humà que la situació ha engendrat.
Va continuar interpretant la famosa Barbara Daly Baekeland amb les seves neurosis, depressions i la incestuosa relació amb el seu fill Antony a Savage Grace (2007); i el poc inspirat Next de Lee Tamahori el 2007. Dos anys més tard va aparèixer al costat de Colin Firth al drama A Single Man (2009).
Tres anys més tard, Moore va interpretar a la política Sarah Palin al drama de televisió polític Game Change (2012), pel qual va guanyar el premi Primetime Emmy a la millor actriu principal en una minisèrie o pel·lícula. Va tenir un èxit significatiu el 2014 protagonitzant com a actriu envellida a la sàtira Maps to the Stars, que li va guanyar el premi del Festival de Cannes a la millor actriu, i com a professora de lingüística amb malaltia d'Alzheimer d'inici precoç al drama Still Alice, pel qual va rebre l'Oscar a la millor actriu. Moore també va aparèixer a The Hunger Games: Mockingjay - Part 1, que va guanyar més de 755 milions de dòlars esdevenint el seu llançament coom a pel·lícula més taquillera. El 2017 Moore va interpretar a un emprenedora dolenta a la pel·lícula d'espionatge de gran èxit Kingsman: The Golden Circle.

### Vida privada
Julianne Moore ha s'ha casat tres cops: Sundar Chakravarthy (1983-1985), John Gould Rubin (1986-1995) i el realitzador Bart Freundlich (1996-), amb qui rodarà diverses vegades. La parella té dos fills: un fill, Caleb Freundlich (nascut el 4 de desembre de 1997) i una filla, Liv Helen Freundlich (nascuda el 7 d'abril de 2002). A Trust The Man (2006) torna a rodar sota la direcció del seu marit i al costat del seu propi fill.
Va ser una militant vehement contra la política de George W. Bush i va donar suport obertament a la candidatura de John Kerry el 2004.
L'11 de desembre de 2005 va presentar amb Salma Hayek la vesprada anual de lliurament del Premi Nobel de la Pau a Oslo (Noruega).
Des de 2002, utilitza regularment la seva notorietat (anuncis de televisió, etc.) per tal d'ajudar els nens víctimes de l'esclerosi tuberosa de Bourneville.

### Un final de carrera planificat

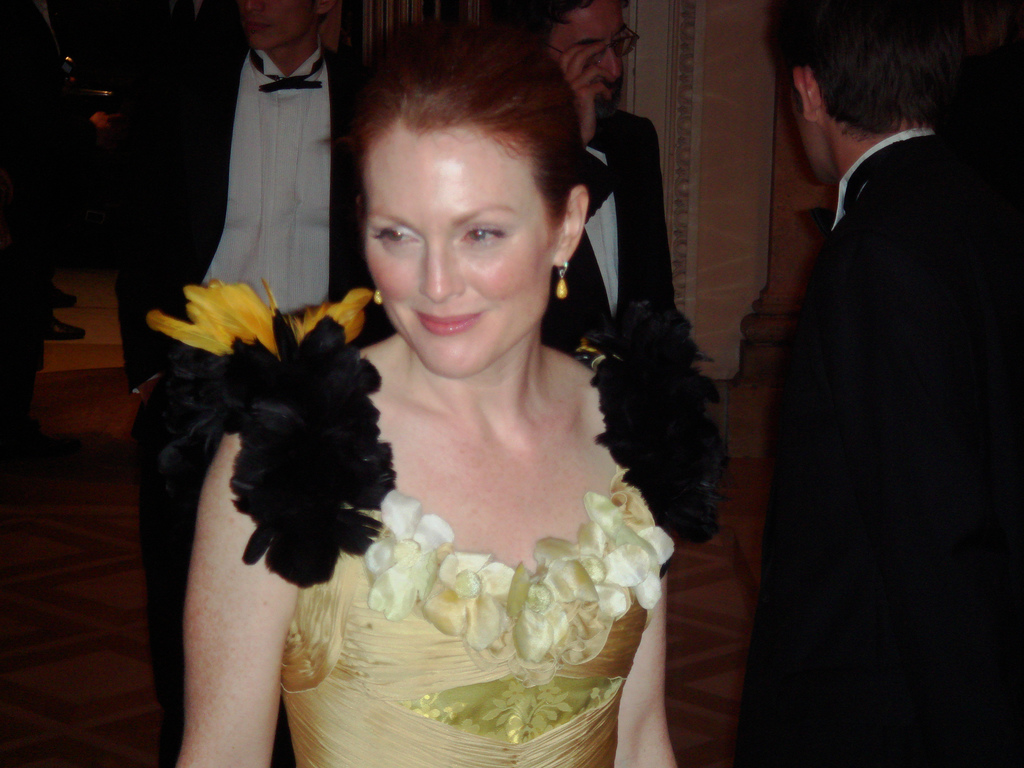
Julianne Moore, el 2008.

En una entrevista a la revista Parade a finals del 2007, Julianne Moore va parlar del seu desig de començar una nova carrera: «Des de la meva adolescència, sempre m'ha agradat escriure. Desitjo llançar-me a una carrera literària, és un desig que em té totalment ocupada. Escriure és una activitat que pot fer un mateix, sense cap intervenció exterior, al contrari de l'ofici d'actriu que no es pot fer més que en el marc d'una col·laboració.»
L'octubre de 2007 publica un primer llibre per a nens, Freckleface Strawberry, la història d'una nena panotxa que intenta combatre els prejudicis dels altres nens pel seu color de cabells (i de pell) tan particular.
Malgrat aquestes declaracions, l'actriu va signar el 2008 per a quatre grans produccions: Blindness, Boone's Lick, Hateship, Friendship and Courtship i The Private Lives of Pippa Lee, llargmetratges previstos pel 2009.

## Filmografia
| Any  | Pel·lícula                                    | Paper                       | Notes |
| ---- | --------------------------------------------- | --------------------------- | --- |
| 1982 | Timerider                                     | Tècnic                      | |
| 1988 | Laughterhouse II                              | Julie                       | |
| 1990 | Tales from the Darkside: The Movie            | Susan                       | |
| 1990 | An Adult Comedy                               | -                           | |
| 1992 | The Hand That Rocks The Cradle                | Marlene Craven              | |
| 1992 | The Gun in Betty Lou's Handbag                | Elinor                      | |
| 1993 | Body of Evidence                              | Sharon Dulaney              | |
| 1993 | Benny i Joon (Benny & Joon)                   | Ruthie                      | |
| 1993 | El fugitiu (The Fugitive)                     | Dra. Anne Eastman           | |
| 1993 | Vides encreuades (Short Cuts)                 | Marian Wyman                | Globus d'Or al millor repartiment Copa Volpi al millor repartiment                                                                           |
| 1994 | Vanya on 42nd Street                          | Yelena                      | |
| 1995 | Roommates                                     | Beth Holzcek                | |
| 1995 | Safe                                          | Carol White                 | |
| 1995 | Nou mesos (Nine Months)                       | Rebecca Taylor              | |
| 1995 | Assassins                                     | Electra                     | |
| 1996 | Surviving Picasso                             | Dora Maar                   | |
| 1997 | El món perdut: Jurassic Park                  | Dra. Sarah Harding          | |
| 1997 | Tornant a casa (The Myth of Fingerprints)     | Mia                         | |
| 1997 | Boogie Nights                                 | Amber Waves                 | Nominada − Oscar a la millor actriu secundària Nominada − Globus d'Or a la millor actriu secundària                                          |
| 1998 | El gran Lebowski (The Big Lebowski)           | Maude Lebowski              | |
| 1998 | Hellcab                                       | Distraught Woman            | |
| 1998 | Psicosi (Psycho)                              | Lila Crane                  | |
| 1999 | Cookie's Fortune                              | Cora Duvall                 | |
| 1999 | An Ideal Husband                              | Sra. Laura Cheveley         | Nominada − Globus d'Or a la millor actriu musical o còmica                                                                                   |
| 1999 | Un mapa del món (A Map of the World)          | Theresa Collins             | |
| 1999 | El final de l'idil·li (The End of the Affair) | Sarah Miles                 | Nominada − Oscar a la millor actriu Nominada − BAFTA a la millor actriu Nominada − Globus d'Or a la millor actriu dramàtica                  |
| 1999 | Magnolia                                      | Linda Partridge             | |
| 2000 | The Ladies Man                                | Audrey                      | |
| 2000 | Not I                                         | Mouth                       | |
| 2001 | Hannibal                                      | Agent Clarice Starling      | |
| 2001 | Evolució (Evolution)                          | Dra. Allison Reed           | |
| 2001 | The Shipping News                             | Wavey Prowse                | |
| 2001 | World Traveler                                | Dulcie                      | |
| 2002 | Lluny del cel (Far from Heaven)               | Cathy Whitaker              | Copa Volpi per la millor interpretació femenina Nominada − Oscar a la millor actriu Nominada − Globus d'Or a la millor actriu dramàtica      |
| 2002 | Les hores (The Hours)                         | Laura Brown                 | Ós de Plata a la millor interpretació femenina Nominada − Oscar a la millor actriu secundària Nominada − BAFTA a la millor actriu secundària |
| 2004 | Marie and Bruce                               | Marie                       | |
| 2004 | Laws of Attraction                            | Audrey Woods                | |
| 2004 | Misteriosa obsessió (The Forgotten)           | Telly Paretta               | |
| 2005 | The Prize Winner of Defiance, Ohio            | Evelyn Ryan                 | |
| 2006 | Freedomland                                   | Brenda Martin               | |
| 2006 | Elles i ells (Trust the Man)                  | Rebecca                     | |
| 2006 | Children of Men                               | Julian                      | |
| 2007 | Next                                          | Callie Ferris               | |
| 2007 | I'm Not There                                 | Alice                       | |
| 2007 | Savage Grace                                  | Barbara Daly Baekeland      | |
| 2008 | Eagle Eye                                     | ARIA (veu)                  | |
| 2008 | Blindness                                     | Dona del Doctor             | |
| 2009 | The Private Lives of Pippa Lee                | Kat                         | |
| 2009 | A Single Man                                  | Charlotte                   | Nominada − Globus d'Or a la millor actriu secundària                                                                                         |
| 2009 | Chloe                                         | Catherine                   | |
| 2010 | Shelter                                       | Cara Harding                | |
| 2010 | Els nois estan bé (The Kids Are All Right)    | Jules                       | Nominada − BAFTA a la millor actriu Nominada − Globus d'Or a la millor actriu musical o còmica                                               |
| 2011 | Crazy, Stupid, Love                           | Emily Weaver                | |
| 2012 | Being Flynn                                   | Jody Flynn                  | |
| 2012 | What Maisie Knew                              | Susanna                     | |
| 2013 | Don Jon                                       | Esther                      | |
| 2013 | The English Teacher                           | Linda Sinclair              | |
| 2013 | Carrie                                        | Margaret White              | |
| 2014 | Non-Stop                                      | Jen Summers                 | |
| 2014 | Maps to the Stars                             | Havana Segrand              | Premi a la interpretació femenina (Festival de Canes) Nominada − Globus d'Or a la millor actriu musical o còmica                             |
| 2014 | The Hunger Games: Mockingjay – Part 1         | Presidenta Alma Coin        | |
| 2014 | Sempre Alice                                  | Dra. Alice Howland          | Oscar a la millor actriu Globus d'Or a la millor actriu dramàtica BAFTA a la millor actriu                                                   |
| 2014 | Seventh Son                                   | Mare de Malkin              | |
| 2015 | Maggie's Plan                                 | Georgette                   | |
| 2015 | Freeheld                                      | Laurel Hester               | |
| 2015 | The Hunger Games: Mockingjay – Part 2         | Presidenta Alma Coin        | |
| 2017 | Wonderstruck                                  | Lillian Mayhew / Older Rose | |
| 2017 | Suburbicon                                    | Rose / Margaret             | Festival Internacional de Cinema de Venència                                                                                                 |
| 2017 | Kingsman: The Golden Circle                   | Poppy Adams                 | |
| 2018 | Gloria Bell                                   | Gloria Bell                 | |
| 2018 | Bel Canto                                     | Roxanne Cost                | |
| 2019 | Després del casament                          | Theresa Young               | |
| 2019 | The Staggering Girl                           | Francesca Moretti           | Curtmetratge |
| 2020 | The Glorias                                   | Gloria Steinem              | |
| 2021 | The Woman in the Window                       | Katie / Jane Russell        | |
| 2021 | Spirit: Indomable                             | Cora Preston (veu)          | |
| 2021 | With/In                                       |                             | |
| 2021 | Estimat Evan Hansen                           | Heidi Hansen                | |
| 2022 | When You Finish Saving the World              | Rachel Katz                 | |
| 2023 | Sharper                                       | Madeline                    | |
| 2023 | May December                                  | Gracie Atherton-Yoo         | |

## Televisió
| Any             | Programa            | Paper                         | Notes     |
| --------------- | ------------------- | ----------------------------- | --------- |
| 1984            | The Edge of Night   | Carmen Engles                 | Fulletó   |
| 1985–1988; 2010 | As the World Turns  | Frannie Hughes Sabrina Hughes |           |
| 1987            | I'll Take Manhattan | India West                    |           |
| 1989            | Money, Power,Murder | Peggy Lynn Brady              | Telefilm  |
| 1990            | B.L. Stryker        | Tina                          |           |
| 1991            | The Last to Go      | Marcy                         | Telefilm  |
| 1991            | Cast a Deadly Spell | Connie Stone                  | Telefilm  |
| 1998            | Saturday Night Live | Convidada                     |           |
| 2004            | Barri Sèsam         | Ella mateixa                  |           |
| 2009-2013       | 30 Rock             | Nancy Donovan                 |           |
| 2012            | Game Change         | Sarah Palin                   | Telefilm  |
| 2016            | Inside Amy Schumer  | Ella mateixa                  |           |
| 2016            | Difficult People    | Sarah Nussbaum                |           |
| 2017            | Nightcap            | Ella mateixa                  |           |
| 2021            | Lisey's Story       | Lisey Landon                  | Minisèrie |
| 2024            | Mary & George       | Marie Villiers                | Minisèrie |

## Premis i nominacions

### Premis
- 1988: Premis Emmy com Outstanding Younger Actress in a Drama Series per As the World Turns.[26]
- 1994: Boston Society of Film Critics Awards per Vanya on 42nd Street[27]
- 1997: Los Angeles Film Critics Association per Boogie Nights[28]
- 2002: Festival Internacional de Cinema de Venècia per Lluny del cel
- 2003: Festival de Cinema de Berlin per Les hores
- 2003: Premis de la Crítica Cinematogràfica per Lluny del cel
- 2003: Independent Spirit a la millor actriu per Lluny del cel
- 2011: Alliance of Women Film Journalists Best Depiction of Nudity, Sexuality, or Seduction per Els nois estan bé[29]
- 2012: Primetime Emmy a la millor actriu en minisèrie o telefilm per Game Change[30]
- 2012: Premis de la Crítica Televisiva per Game Change
- 2013: Globus d'Or a la millor actriu en minisèrie o telefilm per Game Change
- 2013: Premi del Sindicat d'Actors de Cinema per Game Change[31]
- 2013: Premis Globus d'Or per Game Change
- 2014: Premi a la millor actriu (Festival de Sitges) per Maps to the Stars[32]
- 2015: Festival Internacional de Cinema de Cannes per Maps to the Stars
- 2015: Independent Spirit a la millor actriu per Still Alice[33]
- 2015: Premis de la Crítica Cinematogràfica per Still Alice
- 2015: Premi del Sindicat d'Actors de Cinema per Still Alice[34]
- 2015: Globus d'Or a la millor actriu dramàtica per Still Alice
- 2015: Premis AACTA a la millor actriu internacional per Still Alice[35]
- 2015: BAFTA a la millor actriu per Still Alice[36]
- 2015: Oscar a la millor actriu per Still Alice[23]
- 2017: Festival Internacional de Cinema de Venècia per Suburbicon[25]